# Henryk Starikiewicz
Henryk Ryszard Starikiewicz ps. „Henas” (ur. 7 września 1955 w Koronowie, zm. ok. 2 marca 2016) – polski artysta, malarz, rysownik i grafik. Członek międzynarodowej grupy artystycznej Solaris. Wieloletni nauczyciel Liceum Plastycznego im. Piotra Potworowskiego w Poznaniu. Laureat Medalu Młodej Sztuki (1989).

## Życiorys
Absolwent Państwowego Zespołu Szkół Plastycznych im. Leona Wyczółkowskiego w Bydgoszczy. Wyjechał do Poznania, gdzie studiował malarstwo w Państwowej Wyższej Szkole Sztuk Plastycznych. W 1981 obronił dyplom pod okiem prof. Stanisława Teisseyre’a (1905-1988).
Dwukrotnie (w 1984 i w 1987) został laureatem Konkursu Malarskiego im. Jana Spychalskiego.
Swoją twórczość przedstawiał na wielu wystawach w kraju i zagranicą (m.in. na Węgrzech, w Niemczech, w Bułgarii, we Francji, w Belgii i w Wielkiej Brytanii).
Został pochowany 7 marca 2016 na cmentarzu Miłostowo w Poznaniu.

## Twórczość

### Wybrane obrazy[11]
- 1985 – Alfred Hitchcock blues
- 1986 – Szabloniasty
- 1988 – Yupek
- 1988 – Ciemny Krajobraz[9]
- 1997 – Nieloty

### O jego pracach
- Wojciech Makowiecki, Roman Starzyński, Henryk Starikiewicz, Galeria Miejska Arsenał, Poznań 1998[12]

Tworzy metaforyczne kompozycje zwracające uwagę wyrafinowaną formą i wysublimowanym kolorytem. Bardzo istotną rolę w jego obrazach odgrywa światło na przemian rozproszone i skoncentrowane, aranżujące przestrzeń i nastrój obrazu.

Starikiewicz swym czystym architektonicznym widzeniem – ale naznaczonym mocną cienistością, jakimś kolorystycznym „defektem”, częściowym „daltonizmem” który jest, jak sądzę, jego istotnym znakiem rozpoznawczym, zdecydowanie odróżnia się od innych twórców, a także od kolorowej, słodkiej aż do znużenia ikonosfery współczesnego czasu. Sformułowanie „daltonistycznie” oznacza, że walorowe widzenie jest fundamentem widzenia artysty (i najprawdopodobniej każdego widzenia, choć sobie tego nie uświadamiamy) a co swoim malarstwem Starikiewicz jasno i konsekwentnie komunikuje. Ten rys jego twórczości na przestrzeni lat podlegając modyfikacjom, nie zmienia się zasadniczo.